# Afrotyphlops cuneirostris
Afrotyphlops cuneirostris – gatunek węża z rodziny ślepuchowatych (Typhlopidae).
Gatunek ten osiąga wielkość do 19 cm. Ciało czerwono-brązowe na grzbiecie. Jajorodny, zamieszkuje w miękkim piasku.
Występuje na terenie półpustynnych i sawannach w południowej Somalii.